# Космос-18
Космос-18 — советский космический спутник Земли, запущенный в космос 24 мая 1963 года, также известен как «Зенит-2 № 11». Восемнадцатый аппарат из серии «Космос», предназначался для фоторазведки.
Для запуска спутника в космос использовалась ракета-носитель 8А92 «Восток-2». Запуск произошёл 24 мая 1963 года в 10:33 GMT с пусковой установки 17П32-5 стартовой площадки 1, также известной как «Гагаринский старт».
Космос-18 был помещен в низкую околоземную орбиту с перигеем в 209 километров, апогеем в 301 километр, с углом наклона плоскости орбиты к плоскости экватора Земли в 65,02 градусов, и орбитальным периодом в 89,44 минуты. Он провел 9 дней на орбите, выполняя миссию, после чего 2-го июня покинул орбиту и выполнил посадку на территорию СССР с помощью спускаемого аппарата.